# 系统论词汇表
本文旨在提供一份尽可能完整的有关系统论相关领域的术语列表，按条目对应的英文词组排序。

## A
- 适应能力  —— 系统根据环境变化调整自身以维持功能的能力。
- 异化作用  —— 系统内部组分因分工或分化导致功能差异化的过程。
- 自生系统论  —— 系统无需外部指令，自发形成有序结构或行为的能力。

## B
- 黑箱  —— 仅通过输入输出研究系统，忽略内部结构的分析方法。
- 系统边界 —— 界定系统与外部环境交互的虚拟分界线。

## C
- 连锁失效  —— 系统局部故障引发连锁反应导致整体崩溃的现象。
- 封闭系统  —— 与外界仅有能量交换而无物质交换的系统。
- 复杂  —— 组分间存在非线性交互、难以简化预测的系统特性。
- 文化  —— 人类群体共享的价值观、行为模式等形成的符号系统。

## D
- 耗散结构  —— 开放系统通过能量消耗维持的时空有序结构（如生命体）。

## E
- 嵌入式系统  —— 嵌入更大系统中执行特定功能的专用计算机系统。
- 涌现  —— 系统整体表现出组分不具备的新属性（如蚁群智能）。
- 果决性  —— 系统行为由未来目标而非仅当前状态决定的性质。
- 熵  —— 衡量系统无序度的物理量，孤立系统熵恒增。
- 进化  —— 系统通过变异、选择、适应逐步改变的过程。
- 進化系統  —— 具有自我演化能力的动态系统（如生态系统）。

## F
- 反馈  —— 系统输出反作用于输入以调节行为的机制（分正/负反馈）。

## H
- 异层级 —— 系统包含不同层次且层次间存在质差的结构。
- 整体论  —— 强调整体属性不等于部分之和的研究视角。
- 子整体 —— 既是独立整体又是更大系统组分的嵌套结构（如细胞）。

## I
- 孤立系统  —— 与外界无能量或物质交换的理想系统。

## M
- 亚稳态  —— 系统暂时稳定但易受扰动打破的状态（如过冷水）。

## O
- 开放系统 (热力学)  —— 与外界存在能量和物质交换的系统。

## R
- 还原主义  —— 将系统拆解为组分以解释整体的方法论。

## S
- 可持续性  —— 系统长期维持动态平衡而不崩溃的能力。
- 稳态 (系统) —— 系统或过程的状态（定义系统或过程行为的变量）在时间上保持不变。。
- 协同作用  —— 组分合作产生增效效应的现象。
- 共時性  —— 系统不同部分在时间上的协调同步性。
- 熵增  —— 孤立系统自发趋向无序的热力学定律。
- 系统设计  —— 基于系统思维构建解决方案的方法。
- 系统分析  —— 通过建模评估系统结构与行为的过程。
- 软系统方法论  —— 处理非结构化社会系统问题的定性方法。

## W
- 白盒测试  —— 基于系统内部逻辑设计测试用例的验证方法。